# Општина Вержеј
Општина Вержеј (словен. Veržej) је једна од општина Помурске регије у држави Словенији. Седиште општине је истоимено насеље Вержеј.

## Природне одлике
Рељеф: Општина Вержеј налази се у североисточном делу Словеније, у словеначком делу Штајерске. Подручје општине се налази у долини реке Муре, испод Словенских горица.
Клима: У општини влада умерено континентална клима.
Воде: Најзначајнији водоток у општини је река Мура, која је северна граница. Остали водотоци су мали и њене су притоке.

## Становништво
Општина Вержеј је густо насељена.

## Насеља општине
| - Бановци - Бунчани - Вержеј |

## Додатно погледати
- Вержеј